# Рудольф Вальден
Карл Рудольф Вальден (1878, Гельсингфорс — 1946, Пяйят-Хяме) — фінський військовий і державний діяч, генерал. Міністр оборони Фінляндії (1918—1919 і 1940—1944). Член уряду Фінляндії. Головнокомандувач фінської армії і Громадянської гвардії (1918).

## Життєпис
Вихованець Фінляндського кадетського корпусу 1900 року. За участь в антиурядових виступах в 1902-му звільнений у відставку.
Після звільнення, переїхав у Санкт-Петербург і через кілька років заснував відділення з продажу фінської паперової продукції в Росії. Будучи патріотом, незабаром став помітною фігурою у великій фінській громаді Санкт-Петербурга. З 1906 по 1946 рік Вальден працював у паперовій промисловості. Зробив помітний внесок у справу розвитку фінської паперової промисловості. Заснував компанію «Yhtyneet Paperitehtaat Oy» (згодом — UPM). Був першим президентом «Finpap» і фінської асоціації з продажу паперу.
Після проголошення незалежності Фінляндії — активний учасник формування фінських збройних загонів. Учасник Громадянської війни в Фінляндії в 1918 році.
У 1918 році пройшов шлях від майора до полковника.
З 20 лютого по 5 березня 1918 — начальник Вазаського військового району, з 5 березня по 6 травня 1918 — начальник тилу фінської армії, з 22 травня по 28 листопада 1918 — начальник служби безпеки на окупованих територіях.
З 28.11.1918 по 15.8.1919 займав посаду глави військового департаменту (військового міністра). З 27 листопада по 30 грудня 1918 одночасно був головнокомандувачем фінської армії і Охоронного корпусу Фінляндії. Брав участь в укладанні Тартуського мирного договору між РРФСР і Фінляндією в 1920 році.
У 1920 вийшов у відставку. У зв'язку з початком радянсько-фінської війни знову покликаний на військову службу. У 1939—1944 роках — член Ради оборони. Учасник радянсько-фінської війни 1939—1940 років.
З 3.12.1939 по 27.3.1940 займав посаду представника Головної квартири фінської армії при кабінеті міністрів. 7 березня 1940 року в складі фінської делегації прибув до Москви для проведення переговорів про мир, що закінчилися підписанням Московського договору 1940 року.

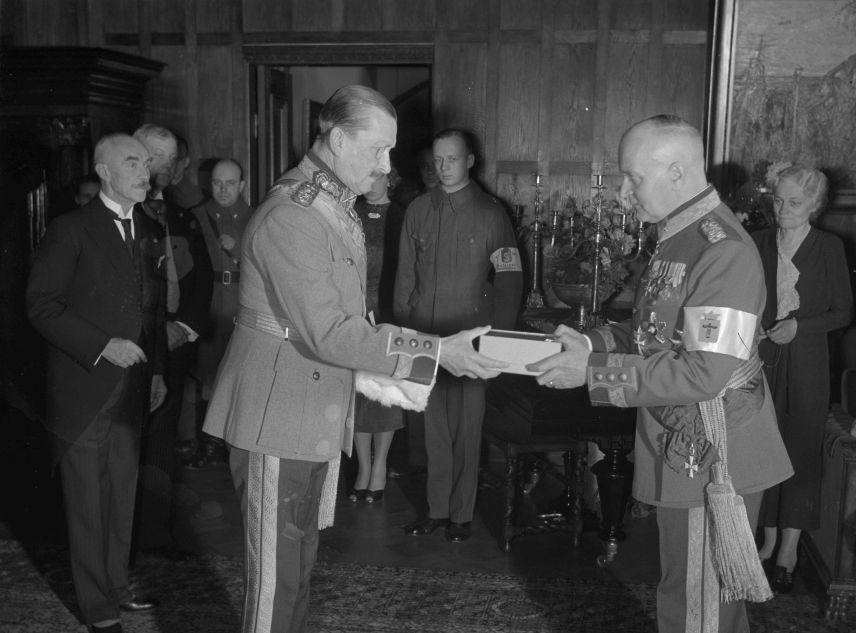
Маннергейм вручає подарунок К. Вальденом в день його 60-річного ювілею. 1938 р

З 27.3.1940 знову призначений військовим міністром Фінляндії. Один з найбільш впливових членів уряду, противник капітуляції на умовах Москви. Відповідав за підготовку, комплектування і постачання армії під час Другої світової війни. Проте керівництво армією перебувало в руках Головної квартири Маннергейма, а за міністерством були залишені в основному допоміжні й господарські функції. Маючи широкі зв'язки, мав великий вплив в армійських і урядових колах, очолюючи власну внутріурядову групу (орієнтовану на Швецію і США). 7.9.1944 разом з прем'єр-міністром А. Хакцеллем, генералом Е. Хейнріхсом і міністром закордонних справ К. Енкелем вилетів до Москви на переговори, що закінчилися 19 вересня підписанням перемир'я.
2 червня 1942 йому присвоєно звання генерала піхоти.
27 листопада 1944 року вийшов у відставку.

## Нагороди[1]

### Перша світова війна
- Залізний хрест 2-го класу (Німецька імперія) (1918)
- Пам'ятна медаль Громадянської війни

### Міжвоєнний період
- Кавалер Великого хрест ордена Білої троянди (1919)
- Командор ордена Данеброг (Данія) (1928)
- Почесний хрест ветерана війни з мечами (Третій Рейх)

### Друга світова війна
- Кавалер Великого хреста ордена Хреста Свободи з мечами (6 липня 1940)
- Пам'ятна військова медаль (Угорщина)
- Застібка до Залізного хреста 2-го класу (Третій Рейх)
- Залізний хрест 1-го класу (Третій Рейх)
- Кавалер Великого хреста ордена Заслуг німецького орла (Третій Рейх)
- Кавалер Великого хреста ордена Меча (Швеція)
- Кавалер Великого хреста ордена Зірки Румунії
- Пам'ятна медаль Зимової війни
- Медаль тривалої війни 1941-45
- Хрест Маннергейма 2-го класу (2 грудня 1944)